# Shankill Road
Shankill Road (in irlandese: Bóthar na Seanchille,  che significa "vecchia chiesa") è una strada centrale a Belfast. Ha preso il nome dall'area protestante-britannica The Shankill, una delle roccaforti degli unionisti che sostengono l'appartenenza dell'Irlanda del Nord al Regno Unito (vedi conflitto nordirlandese).

## Storia
I primi abitanti della zona si stabilirono in una forte ad anello alla confluenza dei fiumi Ballygomartin e Forth. Shankill Road risale a un antico collegamento tra le contee di Antrim e Down e prese il nome nel 1831; il nome The Shankill è un'anglicizzazione dell'irlandese An tSeanchill, che significa "la vecchia chiesa" - i primi documenti scritti del XIII secolo indicano che il cimitero di Shankill fu la prima chiesa cristiana nell'area più vasta di quella che oggi è Belfast; Secondo la tradizione, San Patrizio fondò la chiesa originaria nel 455 durante un pellegrinaggio al monte Slemish. In questo sito nel medioevo fu edificata una chiesa per la comunità, che giunse fino a Greencastle a nord e Malone a sud, dismessa durante la Riforma e poi rimasta in rovina per tre secoli. Il cimitero stesso è stato il cimitero principale di Belfast per secoli e ha più di 1500 anni. Probabilmente era già usato in epoca precristiana, come suggerisce la Bullaun Stone trovata nel 1855, che era probabilmente usata per i rituali dai druidi celtici. Nel 1869 fu aperto il cimitero cittadino e il cimitero di Shankill perse il suo status. Alcuni personaggi famosi sono sepolti qui, tra cui William Sterling e Isaac Nelson. La più antica lapide esistente risale al 1685.
All'inizio della seconda metà del XIX secolo, Shankill divenne un centro per la produzione di biancheria. Nel 1861 c'erano già 32 mulini, la maggior parte dei quali intorno a Shankill e Falls Road. Inoltre, molte persone erano venute in città per sfuggire alla carestia dal 1845 al 1849. Questi due fattori hanno creato un crescente bisogno di alloggi, che gli industriali del lino hanno incontrato con la costruzione di case a due piani con tre camere da letto, una cucina e servizi igienici in comune. Queste case erano di scarsa qualità; la maggior parte di esse è stata demolita entro 20 anni dalla costruzione. Oltre ai bassi salari industriali, le attività di costruzione non potevano tenere il passo con l'immigrazione e fino a tre famiglie dovevano vivere in una casa. Le persone che venivano a Shankill Road erano per lo più persone della contea di Antrim a nord, mentre Falls Road era popolata da cattolici provenienti da ovest. Questo quartiere ha portato a grandi conflitti nel XX secolo.
Nel 1890, la maggior parte di Shankill fu costruita, in modo da creare l'adiacente quartiere di Woodvale. Woodvale Park è stato inaugurato nel 1888 per fornire spazio aperto ai residenti della densamente popolata Shankill. All'inizio del secolo l'importanza delle industrie meccaniche e navali aumentò; Aziende come il cantiere navale Harland & Wolff hanno offerto ulteriori opportunità di lavoro.
Durante il secondo decennio del XX secolo, molti residenti di Shankill si unirono all'Ulster Volunteer Force per usare mezzi militanti per difendersi contro l'Home rule. L'UVF si unì alla 36th Ulster Division dell'esercito britannico all'inizio della prima guerra mondiale e fu utilizzato come West Belfast 9th Bataillon Royal Irish Rifles nella battaglia della Somme all'inizio di luglio 1916. Dei 760 uomini Shankill che hanno combattuto nel reggimento, solo 76 sono tornati.
Con la crisi economica degli anni '30, la disoccupazione divenne schiacciante. Di conseguenza, gli abitanti di Shankill e Falls Road si incontrarono per la prima e unica volta nell'ottobre 1932 per opporsi al governo dell'epoca. Durante la seconda guerra mondiale, oltre 100 persone furono uccise nel bombardamento notturno dell'aeronautica tedesca, passato alla storia come "Belfast Blitz".
Con la seconda metà del XX secolo è arrivato il declino delle industrie del lino, della costruzione navale e dell'ingegneria meccanica e la conseguente disoccupazione, nonché il conflitto nordirlandese. Negli anni '60, la popolazione di Shankill cadde da 76.000 a 26.000 e fino agli anni '90 furono frequenti i bombardamenti e le sparatorie. Oggi il quartiere è in fase di ampia ristrutturazione, ma rimane un centro dell'unionismo filo-britannico in Irlanda del Nord con marce regolari.

### Troubles
Durante i Troubles, Shankill divenne un centro di attività lealista. La moderna Ulster Volunteer Force (UVF) ebbe la sua genesi proprio a Shankill e il suo primo attacco avvenne sulla strada il 7 maggio 1966, quando un gruppo di uomini dell'UVF guidati da Gusty Spence tirò una bomba molotov in un pub di proprietà cattolica. Il fuoco avvolse anche la casa accanto, uccidendo la settantasettenne vedova protestante Matilda Gould, che vi abitava. Il 27 maggio fece seguito l'omicidio di John Scullion, un cattolico, assassinato mentre tornava a casa da un pub. Il 26 giugno un civile cattolico, Peter Ward, originario della Repubblica d'Irlanda, fu ucciso e altri due feriti mentre uscivano da un pub in Malvern Street, a Shankill. Poco dopo l'attacco, Spence e altre tre persone furono arrestate e in seguito condannate. L'UVF continuò a essere attiva a Shankill durante i Troubles, soprattutto con gli Shankill Butchers guidati da Lenny Murphy, oltre a personaggi come William Marchant e Frankie Curry, quest'ultimo membro del Red Hand Commando.
Allo stesso modo, l'Ulster Defence Association (UDA), fondata nel settembre 1971, nacque a Shankill quando gruppi di vigilanti come la Shankill Defence Association di John McKeague e la Woodvale Defence Association si fusero in una struttura più grande. Sotto la guida di Charles Harding Smith e Andy Tyrie, Shankill Road divenne un centro di attività dell'UDA. Membri di spicco come James Craig, Davy Payne e Tommy Lyttle vivevano nella zona. La zona di Shankill era coperta dal Battaglione West Belfast dell'UDA, diviso in tre compagnie: A (Glencairn e Highfield), B (Middle Shankill) e C (Lower Shankill). Durante gli anni '90, la compagnia C, sotto la guida di Johnny Adair, divenne una delle unità più attive dell'UDA, con sicari come Stephen McKeag, responsabile di diversi omicidi. In seguito, la C Company avrebbe avuto una serie di scontri con l'UVF e con il resto dell'UDA fino al 2003, quando fu costretta ad andarsene. Dopo l'esilio di Adair e dei suoi sostenitori e l'omicidio di Alan McCullough, l'UDA di Lower Shankill fu nuovamente allineata al resto del movimento sotto la guida dell'ex fiancheggiatore di Adair, Mo Courtney.
Il Greater Shankill e i suoi residenti furono anche oggetto di numerosi attentati e sparatorie da parte dei paramilitari repubblicani irlandesi. Nel 1971 si verificarono due attentati nei pub di Shankill, uno a maggio alla Mountainview Tavern, in cui rimasero ferite diverse persone, e un secondo a settembre al Four Step Inn, che causò due morti. Un'altra bomba esplose alla Balmoral Furnishing Company l'11 dicembre dello stesso anno, causando quattro morti, tra cui due neonati. Il 5 aprile 1975 la Mountainview Tavern fu nuovamente attaccata dai repubblicani con un attacco con armi e bombe che causò la morte di quattro civili protestanti e di un membro dell'UDA; altre 60 persone rimasero ferite nell'attacco. Il 13 agosto 1975, l'IRA aprì il fuoco sugli avventori all'esterno del Bayardo Bar e poi lasciò una bomba all'interno dello stesso bar, uccidendo quattro civili e un membro dell'UVF. 
Il 23 ottobre 1993 una bomba esplose nel Frizzell's Fish Shop, sotto la sede dell'UDA a Shankill. La bomba esplose in anticipo, mentre veniva piazzata. Oltre a uno degli attentatori, Thomas Begley, rimasero uccise nove persone. Nessuno dei paramilitari lealisti presi di mira è rimasto ferito, poiché la riunione programmata era stata poi rimandata. Il complice di Begley, Sean Kelly, sopravvisse e fu rinchiuso in carcere.
Otto mesi dopo l'attentato al Frizzell's Fish Shop, alcuni volontari del gruppo paramilitare repubblicano Irish National Liberation Army spararono e uccisero tre volontari dell'UVF e ferirono un civile fuori dalla sede del Progressive Unionist Party, uccidendo il comandante dell'UVF Trevor King.
Il Shankill Women's Centre, un'iniziativa educativa per le donne istituita da May Blood, baronesa Blood nel 1987, è situato nella parte inferiore di Shankill.